# Триніті (округ, Каліфорнія)
40°40′ пн. ш. 123°07′ зх. д. / 40.66° пн. ш. 123.12° зх. д.
Округ Тріниті (англ. Trinity County) — округ (графство) у штаті Каліфорнія, США. Ідентифікатор округу 06105.

## Історія
Округ утворений 1850 року.

## Демографія
За даними перепису
2000 року
загальне населення округу становило 13022 осіб, усе сільське.
Серед мешканців округу чоловіків було 6644, а жінок — 6378. В окрузі було 5587 домогосподарств, 3625 родин, які мешкали в 7980 будинках.
Середній розмір родини становив 2,8.
Віковий розподіл населення поданий у таблиці:
| Стать    | До 15 років | 15-21 | 22-29 | 30-39 | 40-49 | 50-65 | 65-85 | Понад 85 |
| -------- | ----------- | ----- | ----- | ----- | ----- | ----- | ----- | -------- |
| Чоловіки | 1214        | 580   | 375   | 666   | 1174  | 1536  | 1037  | 62       |
| Жінки    | 1123        | 485   | 336   | 753   | 1115  | 1424  | 1030  | 112      |

## Суміжні округи
- Сискію — північ
- Шаста — схід
- Техама — південний схід
- Мендосіно — південь
- Гумбольдт — захід

## Виноски
1. ↑  Census of Population and Housing. Census.gov. Архів оригіналу за 19 липня 2018. Процитовано 4 червня 2016.
2. ↑  American FactFinder. Бюро перепису населення США. Архів оригіналу за 26 лютого 2012. Процитовано 31 січня 2008. [Архівовано 2008-05-21 у Wayback Machine.]

| США | Це незавершена стаття з географії США. Ви можете допомогти проєкту, виправивши або дописавши її. |